# Дума про Феська Ґанжу Андибера

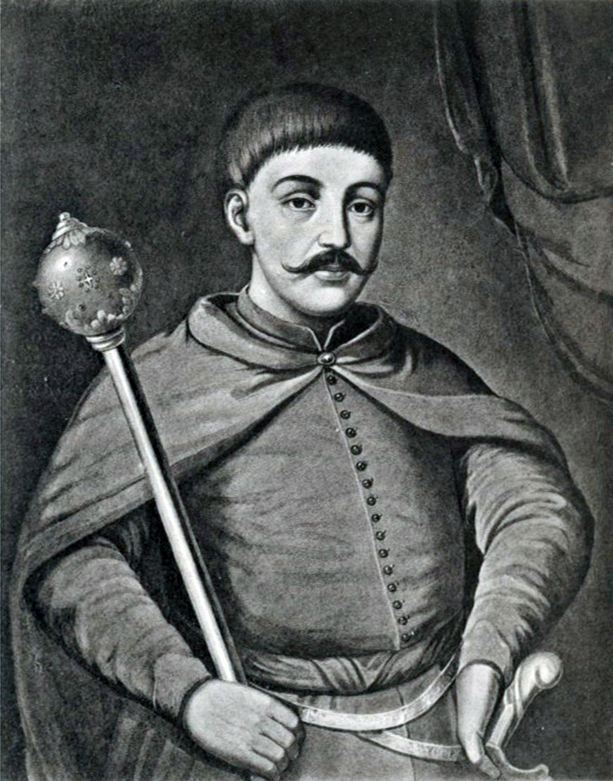
Іван Брюховецький — прообраз Феська Ґанжи Андибера на думку Грушевського

«Дума про Феська Ґанжу Андибера» — історична дума, в якій оспівується козацька звитяга в боротьбі проти татарського і польського поневолення України. Головний герой думи — козак-нетяга Фесько Ґанжа Андибер.

## Сюжет
У думі відбуваються гострі соціальні суперечності, що склалися в Україні в часи визвольної війни 1648—1654 років.
На думку Михайла Грушевського у цій думі зображено події, що передували «Чорній раді», в результаті якої гетьманом був обраний Іван Брюховецький, і під іменем Феська Ґанжи Андибера у думі зображено саме Брюховецького, який виступав проти «дуків-старшин» і протиставляв себе їм як носій справжніх запорозьких традицій, та агітував против старшинських кандидатів Сомка і Золотаренка. Брюховецький, будучи вмілим оратором, висунувши соціальні лозунги (зменшити податки, обмежити старшинське землеволодіння), став кандидатом на гетьманство.
У червні 1663 року під Ніжином на Чорній раді, участь в якій брали не тільки козаки але й усі інші стани, Брюховецького було обрано гетьманом Лівобережної України. Інших претендентів на гетьманську булаву — (Сомка та Золотаренка) та їхніх прихильників було на місці заарештовано й страчено.

## Текст
Ой полем, полем Киліїмським,

Битим шляхом ордиїнським,

Ей, гуляв, гуляв козак, бідний летяга,

Сім год і чотири

Да потеряв з-під себе три коні воронії,

На козаку, бідному летязі,

Три серомязі,

Опанчина рогожовая,

Поясина хмеловая;

На козаку, бідному летязі, сап'янці —

Видні п'яти і пальці,

Де ступить — босої ноги слід пише;

А ще на козаку, бідному летязі, шапка-бирка —

Зверху дірка,

Шовком шита,

Буйним вітром підбита,

А околиці давно немає.

Іще ж то козак, бідний летяга,

До города Килії прибуває

Та не питається, де б то стати

Коня попасти.

А питається, де корчма новая,

Шинкарка молодая,

Настя кабачна:

«Тая на нас, на бідних летяг,

Хоч зла, да й обачна».

Городом Килією іде,

Слухає-прислухається,

Чи не радиться хто на славне Запорожжя гуляти.

Аж тільки радяться-поражаються

Три дуки сребраники

На кабак іти

Меду та оковитої горілки попивати.

Тоді-то козак добре дбав,

Попереду собі у кабаку кватеру займав,

Край груби сідає,

Плечі свої козацькі пригріває.

Тогді дуки-сребраники у кабак уходжали,

У стола сідали,

По цебру меду, оковитої горілки постановляли.

Первий дука-сребраника Гаврило Довгополенко переяславський,

А другий Войтенко ніженський,

Третій Золотаренко черніговський.

Іще ж бідного козака-летяги не вітають

Ні медом шклянкою,

Ні горілки чаркою;

То козак, бідний летяга,

На дуків-сребраників скоса поглядає;

То один дука-сребраника був обачний,—

Гаврила Довгополенко переяславський,—

Із кармана людську денежку виймав,

Насті кабачній до рук добре оддавав,

А ще стиха словами промовляв:

«Ей,— каже,— ти, шинкарко молода,

Ти, Насте кабачна!

Ти,— каже,— до сих бідних козаків-летяг

Хоч злая, да й обачна:

Коли б ти добре дбала,

Сю денежку до рук приймала,

До погреба одходила,

Хоч норцового пива уточила,

Сьому козаку, бідному летязі,

На похміллє живіт його козацький скріпила».

Оттогді-то Настя кабачна денежку приймала,

До погреба одходила,

Меду та оковитої горілки вточила,

Козаку, бідному летязі,

Коновку в руки втеребила.

Оттогді козак, бідняй летяга,

Як узяв коновку за ухо,

Оглядиться — аж і в дні сухо.

Оттогді-то козак, бідний летяга,

Як став у собі хміль козацький зачувати,

Став коновкою по мосту погримати, —

Стали в дуків-сребраників

Із стола чарки й шклянки літати.

Оттогді ж то козак, бідний летяга,

Як став у собі більший хмель зачувати,

Став з-під опанчини рогожевої,

З-під поясини хмелової,

Щирозлотний обушок виймати.

Став шинкарці молодій за цебер меду застановляти;

Стали дуки-сребраники

Один до одного стиха словами промовляти:

«Ей, шинкарко молода,

Настя кабачна!

Нехай сей козак, бідний летяга,

Не мається в тебе сеї заставщини викупляти,

Нам, дукам-сребраникам.

Нехай не зарікається воли поганяти,

А тобі, Насті кабачній, груб топити!»

Оттогді-то козак, бідний летяга,

Як став сії слова зачувати,

Так він став по кінець стола сідати,

Став чересок винімати,

Став шинкарці молодій,

Насті кабачній,

Увесь стіл червінцями устилати.

Тогді дуки-сребраники,

Як стали в його червінці зоглядати,

Тогді стали його вітати

Медом шклянкою

І горілки чаркою.

Тогді й шинкарка молода,

Настя кабачна,

Істиха словами промовляє:

«Ей, козаче,— каже,— козаче!

Чи снідав ти сьогодні, чи обідав?

Ходи зо мною до кімнати,

Сядем ми з тобою поснідаєм

Чи пообідаєм».

Тогді то козак, бідний летяга,

По кабаку походжає,

Кватиру отчиняє,

На бистрії ріки поглядає,

Кличе, добре покликає:

«Ой, ріки,— каже,— ви, ріки низовії,

Помошниці дніпровії!

Або мені помочі дайте,

Або мене з собою візьміте!»

Оттогді один козак іде,

Шати дорогії несе,

На його козацькі плечі надіє;

Другий козак іде,

Боти сап'янові несе,

На його козацькі ноги надіє;

Третій козак іде,

Шличок козацький несе,

На його козацьку главу надіє.

Тогді дуки-сребраники

Стиха словами промовляли:

«Ей, не єсть же се, братці,

Козак, бідний летяга,

А єсть се Фесько Ґанжа Андибер,

Гетьман запорозький!

Присунься ти до нас,— кажуть,— ближче,

Поклонимось ми тобі нижче;

Будем радиться,

Чи гаразд-добре на славній Україні проживати».

Тогді стали його вітати

Медом шклянкою

І горілки чаркою.

То він теє од дуків-сребраників приймав,

Сам не випивав,

А все на свої шати проливав:

«Ей, шати мої, шати!

Пийте, гуляйте:

Не мене шанують,

А вас поважають;

Як я вас на собі не мав,

Ніхто мене й гетьманом не почитав».

Тогді-то Фесько Ґанжа Андибер,

Гетьман запорозький,

Стиха словами промовляв:

«Ей, козаки,— каже,— діти, друзі, молодці!

Прошу я вас, добре дбайте,

Сих дуків-сребраників за лоб, паче волів,

Із-за стола виводжайте,

Перед окнами покладайте,

У три березини потягайте!»

Тогді ж то козаки, діти, друзі, молодці

Добре дбали —

Сих дуків-сребраників за лоб брали,

Із-за стола, паче волів, виводжали,

Перед окнами покладали,

У три березини потягали,

А ще стиха словами промовляли:

«Ей, дуки,— кажуть,— ви, дуки!

За вами всі луги і луки,—

Нігде нашому брату, козаку-летязі, стати

І коня попасти!»

Тогді-то Фесько Ґанжа Андибер,

Гетьман запорозький,

Хоча помер,

Дак слава його козацька

Не вмре,

Не поляже!

Теперешнього часу,

Господи, утверди й піддержи

Люду царського,

Народу християнського

На многая літа.

## Історія записів
У створення цієї думи брали участь не тільки кобзарі, але й записувачі Амвросій Метлинський та Пантелеймон Куліш, які різні варіанти, записані від кобзарів Андрія Шута, Андрія Бешка та Миколи Ригоренка, звели в один текст і опублікували в 1854 та 1856 років. У 1874 році був зроблений запис у Павла Братиці а у 1923 році запис був зроблемий Є. Кирилом від Павла Кулика.

## Мелодія думи

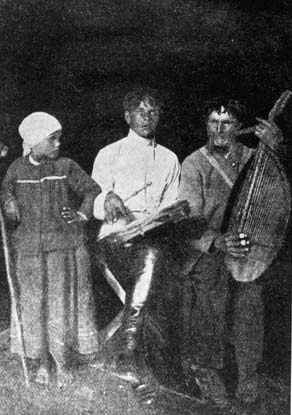
Кобзар Павло Кулик

Фольклорист та етнограф Климент Квітка записав мелодію думи «Козак-нетяга Феско Ґанджа Андибер» від кобзаря Павла Кулика в селі Сосниці Чернігівської області. Аналізуючи мелодію запису цієї думи, Квітка вважав, що вона могла належати до нового, ще не дослідженого шару кобзарської виконавської традиції. Це єдиний запис мелодії цієї думи.
Аналізуючи діяльність кобзаря Павла Кулика, Віктор Мішалов звернув увагу на те, що вчитель кобзаря Павла Кулика не мав цієї думи в своєму репертуарі. Це спонукало його зробити припущення, що мелодія була створена самим кобзарем на базі тексту, який він вивчив з літературного джерела. Це пояснює чому мелодія думи не характерна і не споріднена з мелодіями дум, які записали Філарет Колесса та Микола Лисенко, і чому не існує інших записів, що містять мелодію цієї думи.

### Виконавці кобзарі
- Павло Братиця,
- Павло Кулик,
- Андрій Шут,
- Андрій Бешко,
- Микола Ригоренко,

## Образи думи в мистецтві
Образ Феська Ґанжи Андибера відтворено в історичній повісті Д. Мордовцева «Сагайдачний», в опері радянського композитора В. Золотарьова «Фесько Андибер» (лібретто Максима Рильського), в графічних творах художника Михайла Дерегуса.
Пантелеймон Куліш у драму «Байда, князь Вишневецький» увів головного персонажа народної думи про Феська Ґанжу Андибера, де він уособлює ватажка козацької голоти в боротьбі проти козацької старшини. Іншим персонажем думи, що був використаний у цій поемі, є шинкарка Настя Горова.